# Higher Power (canción)
«Higher Power» —en español: Mayor poder— es una canción de la banda de rock británica Coldplay de su noveno álbum de estudio Music of the Spheres. Fue lanzado el 7 de mayo de 2021. La canción fue escrita por los cuatro miembros de la banda, producida por Max Martin y coproducida por Oscar Holter y Bill Rahko.

## Antecedentes y promoción
El 29 de abril de 2021, Coldplay confirmó en sus redes sociales que el 7 de mayo se lanzaría un nuevo sencillo llamado «Higher Power». The Official Charts Company informó el 3 de mayo que la banda interpretaría la pista para abrir los 41st Brit Awards, que fue grabada en una barcaza en el río Támesis por The O2 Arena.
La canción fue producida por Max Martin, a quien la banda llamó "una verdadera maravilla del universo". Durante una entrevista con Mark Savage de BBC News, el vocalista principal Chris Martin, que no tiene ninguna relación de parentesco con Max, dijo: "Se me ocurrió el título primero, pero luché por encontrar la melodía y la letra que lo acompañaran. Entonces, un día me estaba quedando en este lugar y el fregadero estaba muy resonante. Entonces comencé a golpear el fregadero [para hacer] este ritmo... y luego fui al teclado del piano, y la canción simplemente aterrizó de una vez ". Halle Kiefer notó similitudes con "Higher Love" de Steve Winwood. El periodista también elogió la canción, diciendo que "en comparación, 'Higher Power' gana por unos cientos de kilómetros".
Chris Martin también explicó que "la canción trata de tratar de encontrar al astronauta en todos nosotros, la persona que puede hacer cosas increíbles". Más tarde, la cantante le dijo a Zoe Ball que la pista tenía orígenes intergalácticos, diciendo: "Hemos estado tratando de imaginar cómo podría sonar la música en otros planetas, y tratamos de imaginarnos siendo esos otros actos, por lo que no estamos pensando en nosotros mismos como siendo la banda Coldplay de Inglaterra”, explicó.

## Video musical
El video de audio de «Higher Power», que fue dirigido por Paul Dugdale, se estrenó en el canal de YouTube de Coldplay a las 12:01 a. m. BST el 7 de mayo de 2021, coincidiendo con el lanzamiento del sencillo. Presenta a la banda tocando en un terreno baldío mientras hologramas alienígenas bailan al son de la melodía. Calificada como una forma de "transmisión extraterrestre", la banda presuntamente le mostró el video al astronauta de la Agencia Espacial Europea Francesa Thomas Pesquet a bordo de la Estación Espacial Internacional antes de su lanzamiento público. El 19 de mayo se publicó un video lírico oficial dirigido por Pilar Zeta y Víctor Scorrano. Dos semanas después, Coldplay confirmó en sus redes sociales que la versión oficial, dirigida por Dave Meyers, se lanzaría el 8 de junio de 2021. Se reveló que el video oficial es el primero como parte de una "órbita melódica" de tres partes, titulado Music of the Spheres, que se rumorea que es el título de su noveno álbum. La frase también se refiere a la pista de introducción utilizada en el video oficial, así como durante la transmisión en vivo de Live at Worthy Farm y su presentación en el Big Weekend de BBC Radio 1.

## Presentaciones en vivo
El 2 de mayo, se anunció que la primera presentación en vivo de la canción se llevaría a cabo en el episodio del 9 de mayo de American Idol.

## Recepción de la crítica
Ella Kemp de NME calificó la canción con 4/5 estrellas y señaló que “La pista toma todo lo que Chris Martin y compañía han aprendido de toda una vida soñando y finalmente lanzan su talento al espacio exterior, literalmente. 'Higher Power' se aprecia mejor a través de la fuerza de la melodía, que te da la sensación de lanzarte a la atmósfera [...]. Para una banda tan a menudo encadenada por su transparencia emocional, [la canción] es un emocionante salto adelante”.

## Listado de pistas
| Higher Power - CD single (Reino Unido y Europa) |                |          |  |
| N.º                                             | Título         | Duración |  |
| 1.                                              | «Higher Power» | 3:31     |  |

## Créditos y personal
Créditos y personal adaptado de Parlophone UK presentados en YouTube.
- Grabado y mezclado en MixStar Studios (Virginia Beach, Virginia)
- Masterizado en Sterling Sound (Nueva York, Nueva York)
- Publicado por Parlophone Records, bajo licencia exclusiva de Warner Music Group.

Personal
- Chris Martin - voz principal, composición de canciones, teclados, percusión
- Johnny Buckland - composición de canciones, guitarra
- Guy Berryman - composición, bajo
- Will Champion - composición de canciones, batería, coros
- Max Martin: composición, producción, teclados, programación, coros
- Denise Carite - compositora, vocalista de coro
- Federico Vindver - composición de canciones, teclados
- Oscar Holter - producción, teclados, programación
- Bill Rahko - producción, voces adicionales
- Rik Simpson]- producción adicional
- Daniel Green - producción adicional
- Serban Ghenea - ingeniero de mezcla
- Randy Merrill - ingeniero de masterización
- Apple Martin - voces adicionales
- John Hanes - ingeniería
- Michael Ilbert - ingeniería
- Connor Panayi - asistente de ingeniería
- Dunan Fuller - asistente de ingeniería
- Karl-Ola Kjellholm - asistente de ingeniería
- Linn Fijal - asistente de ingeniería
- Tate McDowell - asistente de ingeniería
- Love Choir - arreglo de coro
- Stevie Mackey - vocalista del coro
- Dorian Holley - vocalista del coro
- Neka Hamilton - vocalista del coro

## Posicionamiento en listas
| Listas (2021)                                           | Mejor posición |
| ------------------------------------------------------- | -------------- |
| Argentina Anglo (Monitor Latino)                        | 4              |
| Argentina (Argentina Hot 100)                           | 64             |
| Australia (ARIA)                                        | 44             |
| Alemania (Offizielle Deutsche Charts)                   | 36             |
| Bélgica (Flandes) (Ultratop 50)                         | 1              |
| Bélgica (Valonia) (Ultratop 50)                         | 37             |
| Billboard Global 200                                    | 24             |
| Canadá (Canadian Hot 100)                               | 31             |
| Eslovaquia (Singles Digitál Top 100)                    | 43             |
| Estados Unidos (Billboard Hot 100)                      | 53             |
| Estados Unidos (Adult Top 40)                           | 19             |
| Estados Unidos Hot Rock & Alternative Songs (Billboard) | 7              |
| Estados Unidos Rock Airplay (Billboard)                 | 4              |
| Francia (SNEP)                                          | 98             |
| Irlanda (IRMA)                                          | 20             |
| Israel (Media Forest)                                   | 2              |
| Italia (FIMI)                                           | 52             |
| Japón (Japan Hot 100)                                   | 61             |
| Japón Hot Overseas (Billboard)                          | 1              |
| Lituania (AGATA)                                        | 37             |
| México Airplay (Billboard)                              | 29             |
| México Ingles Airplay (Billboard)                       | 15             |
| Noruega (VG-lista)                                      | 25             |
| Nueva Zelanda (RMNZ)                                    | 7              |
| Países Bajos (Dutch Top 40)                             | 24             |
| Países Bajos (Mega Single Top 100)                      | 45             |
| República Checa (Singles Digitál Top 100)               | 58             |
| Suecia (Sverigetopplistan)                              | 28             |
| Suiza (Schweizer Hitparade)                             | 18             |
| Reino Unido (UK Singles Chart)                          | 12             |